# Чешке Будјејовице
Чешке Будјејовице (чеш. České Budějovice) је осми по величини град у Чешкој Републици и највећи град јужне Бохемије. Чешке Будјејовице су седиште управне јединице Јужночешки крај, где чини засебан округ Чешке Будјејовице.
Чешке Будјејовице су познате по пиву Бадвајзер.

## Географија
Чешке Будјејовице се налазе у јужном делу Чешке републике и удаљене су од главног града Прага 155 км јужно. Град је и средиште јужне Бохемије.

### Рељеф
Чешке Будјејовице се налази на југу Чешко-Моравске висоравни, у горњем делу тока познате чешке реке Влтаве. Град и околина су на брежуљкастом терену, на око 380 m надморске висине. Јужно од града издиже се горје Шумава.

### Клима
Клима области Чешким Будјејовицама је умерено континентална.

### Воде
Град Чешке Будјејовице се управо образовао на ушћу речице Малше у већу реку Влтаву.

## Историја
Град Чешке Будјејовице почеле су се развијати у 13. веку, на ушћу реке Малше у Влтаву. Град је основан 1265. године у име краља Отакара Пшемисла његов вазални витез Хирзо. Отакар је овим желео да прошири утицај на југу свога краљевства.
Током хуситских ратова, локални племић и поборник протестантизма, Јан Жижка, прославио се као даровити генерал и војни иноватор.
У доба ренесансе, град се нагло развио захваљујући рудницима сребра, трговини сољу, тканинама, рибом и производњом пива. Од тада и потиче веома добро очувано старо градско језгро, које је данас пример правилне урбане амреице међу средњовековним градовима.
Град Чешке Будјејовице и његова околина су били позорница многих сукоба у току Тридесетогодишњег рата и Рата за аустријско наслеђе.
Између 1824. и 1832. године изграђена је прва међуградска железничка линија у континенталној Европи, која је повезала овај град са Линцом у данашњој Аустрији.
Почетком 20. века град је имао око 45.000 становника и постао је управно и привредно средиште околне области, нарочито захваљујући железници. Оснивањем Републике Чехословачке 1919. године, град је изгубио своје немачко име Будвајс (Budweis) и добио садашње, чешко. Поново је преименован када је Вермахт 15. март 1939. године заузео град по Минхенском уговору. Савезничко бомбардовање марта 1945. године уништило је велики део града и убило многе становнике. Маја исте године, трупе Трећег рајха без борбе напуштају град, кога заузимају руске снаге. У складу са Бенешовим декретима из града је протерано око 7.500 Немаца, што је чинило 16% становништва. У послератном добу град се развио и привредно и демографски. У ово време изграђена су нова стамбена насеља на ободу града, али је дошло и до потпуне обнове старог градског језгра.

## Становништво
Чешке Будјејовице данас имају око 95.000 становника и последњих година број становника у граду расте. Поред Чеха (94,9%) у граду живе и Словаци (1,2%) и Роми.

## Привреда
У граду се налази чувена пивара, Будвајзер (Budweiser Budvar) која извози пиво у цео свет. Она је у дугогодишњем судском спору са америчким гигантом Анхаузер-Буш око коришћења имена, што је најстарији привредни судски случај у свету данас.

## Градске знаменитости
Стари град, са својим правоугаоним планом око среишњег трга, представља типски пример плански уређееног града за средњовековну архитектуру. Ту је сачувано много средњовековних, ренесансних и барокних споменика. По значају се издвајају:
- Трг Отакара II Пшемисла, који носи име оснивача града,
- градска већница, украшена фрескама и бронзаним гаргојлима,
- звоник „Црни торањ“ (Černá věž),
- Катедрала приказа пресвете Богородице,
- барокна фонтана,
- железничка станица у стилу аустријске сецесије,
- Музеј јужне Чешке, …

Од споменика у околини, у Троцнову се налазе рушевине замка чешког националног хероја Јана Жижке, нео-готички замак кнежева Шварценберга у Хлубокој, црква у селу Хосин, и мали град Чешки Крумлов, који припада УНЕСКО-вој листи светског културног наслеђа.
Универзитет Јужне Чешке у Чешким Буђејовицама основан је 1991. г.

## Градови побратими
- Гомељ
- Линц
- Пасау
- Алмере
- Лорјан
- Њитра
- Зул
- Вестерос

## Галерија
- Градска већница
- Градска катедрала
- Музеј јужне Чешке
- Куће на главном тргу